# Stazione di Piteccio
Stazione di Piteccio vasútállomás Olaszországban, Piteccio településen.

## Vasútvonalak
Az állomást az alábbi vasútvonalak érintik:
- Porrettana-vasútvonal

## Kapcsolódó állomások
A vasútállomáshoz az alábbi állomások vannak a legközelebb:
- Stazione di Valdibrana
- Stazione di Corbezzi